# Ушите (седловина)
Вижте пояснителната страница за други значения на Ушите.
Седловината Ушите е планинска седловина в Западна България, в най-източната част на Източна Рила, в рида Станков балкан, в Община Белово, област Пазарджик.
През седловината с надморска височина от 2061 m преминава асфалтов път, който свързва района на язовир Чаира (1185 m н.в.) с язовир Белмекен (1923 m н.в.). След като слезе от седловината при преградната стена на язовир Белмекен пътят продължава по северозападния му бряг до спортния комплекс Белмекен и от там за село Юндола. Преди стената на язовира надясно, на север се отклонява асфалтов път, който по долината на Крива река (десен приток на Марица) слиза в село Сестримо.
Седловината е обрасла с ниски хвойнови и клекови храсталаци. Поради важното значение на пътя за поддръжка на съоръженията на двата язовира през зимните месеци са почиства от падналия сняг за движение на моторни превозни средства.

## Топографска карта
- Лист от карта K-34-72. Мащаб: 1 : 100 000.